# Anita Stewart Morris
Anita Stewart Morris, conosciuta anche come Principessa Miguel di Braganza, duchessa di Viseu (Newport, 1885 circa – Newport, 15 settembre 1977), è stata una socialite ed ereditiera statunitense che ha sposato Dom Miguel di Braganza, Infante di Portogallo, duca di Viseu, nipote di Dom Michele I del Portogallo, e il figlio maggiore di Dom Michele, duca di Braganza, a quel tempo era il primo nella linea di successione al trono portoghese.

## Biografia
Anita Rhinelander Stewart nacque a New York City dal Mr. William Rhinelander Stewart. La principessa aveva un fratello, W. Rhinelander Stewart Jr.

## Matrimonio
Anita sposò Dom Miguel di Braganza, Infante di Portogallo, duca di Viseu, a Dingwall Castle, in Scozia, il 15 settembre, 1909; era stata creata principessa dall'Imperatore d'Austria, il giorno prima delle nozze. Da questa unione, nacquero tre figli:
- Nadejda di Braganza (28 giugno 1910 - 13 giugno 1946), sposò in prime nozze nel 1930 Wlodzimierz Dorozynski con il quale ebbe un figlio prima di divorziare nel 1932. È stata sposata in seconde nozze, a Londra, il 29 gennaio 1942 con René Millet. Morì dopo una caduta che fu poi giudicata un suicidio.
- Giovanni di Braganza (7 settembre 1912 - 12 marzo 1991), si laureò ad Harvard e prese servizio nella Marina degli Stati Uniti durante la seconda guerra mondiale, per poi diventare vice presidente e tesoriere della Società Immobiliare Rhinelander. Fu sposato in prime nozze, a New York, il 21 maggio 1948 con Winifred Dodge Seyburn con il quale ebbe un figlio prima di divorziare nel 1953. Sposò, in seconde nozze, il 15 maggio 1971, Katherine King.
- Michele di Braganza (8 febbraio 1915 - 7 febbraio 1996), ha lavorato come pilota civile, e sposò a Miami il 18 novembre 1946 Anne Hughson con il quale ebbe due figlie.

Ognuno di loro utilizzò il titolo di principe e di principessa fino al 1920, quando il matrimonio dei genitori fu ritenuto in violazione del diritto reale.

## Ultimi anni e morte
Dom Miguel, duca di Viseu, morì nel 1923, dopo di che la principessa si trasferisce a New York. Al fine di riguadagnare la sua cittadinanza americana dovette rinunciare al suo titolo principesco, a cui comunque in società si continuò a fare appello.
Anita sposò Lewis Gouverneur Morris a New York nel 1946. Dopo di che ha continuato ad operare uno studio fotografico a Manhattan e trascorrere del tempo a casa sua a Newport, Rhode Island.
Anita morì il 15 settembre 1977, nella sua casa a Newport, Rhode Island all'età di 92 anni.